# Иван VI
Ива́н VI (Иоа́нн Анто́нович) (12 [23] августа 1740, Санкт-Петербург — 5 [16] июля 1764, Шлиссельбург, Санкт-Петербургская губерния) — император всероссийский из Брауншвейгской ветви династии Романовых. Внук правящего герцога Мекленбург-Шверина Карла Леопольда. Был в должности правителя с октября 1740 по ноябрь 1741 года, во время эпохи дворцовых переворотов. Является правнуком Ивана V. Царствовала при нём его мать правительница Анна Леопольдовна.
Формально царствовал первый год своей жизни при регентстве сначала Бирона, а затем собственной матери Анны Леопольдовны. Император-младенец был свергнут Елизаветой Петровной, провёл всю жизнь в одиночном заключении и уже в царствование Екатерины II был убит охраной в 23-летнем возрасте при попытке его освободить.
В официальных прижизненных источниках упоминается как Иоанн III Антонович, то есть счёт ведётся от первого русского царя Иоанна Грозного; в поздней историографии установилась традиция именовать его Иваном (Иоанном) VI, считая от Ивана I Калиты.

## Царствование
Иоанн Антонович родился 12 (23) августа 1740 года, его тезоименитство приходилось на 29 августа (11 сентября) — день усекновения главы Иоанна Предтечи.
После смерти императрицы Анны Иоанновны сын Анны Леопольдовны (племянницы Анны Иоанновны) и принца Антона Ульриха Брауншвейг-Беверн-Люнебургского, двухмесячный Иван Антонович был провозглашён императором при регентстве герцога Курляндского Бирона.

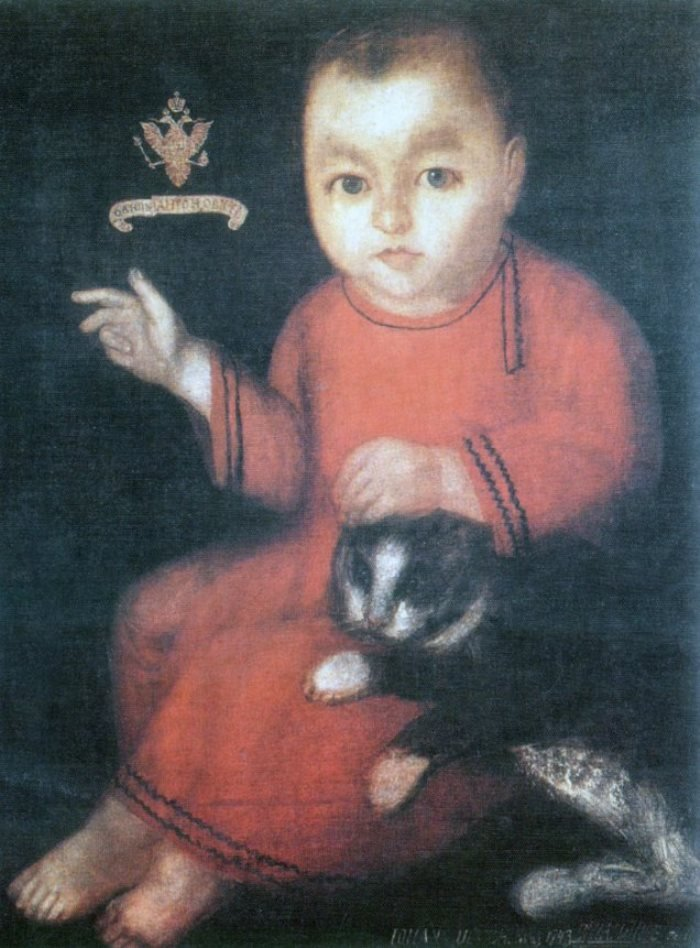
Иоанн Антонович в детстве (неизвестный художник, 1740-е)

Родился он в самом конце царствования Анны Иоанновны, поэтому вопрос о том, кого назначить регентом, долго мучил и находившуюся при смерти императрицу. Анна Иоанновна хотела оставить трон за потомками своего отца Ивана V и очень беспокоилась, как бы он не перешёл в будущем к потомкам Петра I. Поэтому в завещании она оговорила, что наследником является Иоанн Антонович, а в случае его смерти — другие дети Анны Леопольдовны в порядке старшинства, если они родятся.
Через две недели после воцарения младенца в стране произошёл переворот, в результате которого гвардейцы, возглавляемые фельдмаршалом Минихом, арестовали Бирона и отстранили его от власти. Новым регентом была объявлена Анна Леопольдовна, мать императора. Неспособная управлять страной и живущая в иллюзиях Анна постепенно передала всю свою власть Миниху, а после ею завладел Остерман, отправивший фельдмаршала в отставку. Но спустя год произошёл новый переворот. Дочь Петра Великого Елизавета с преображенцами арестовала Остермана, младенца-императора, его родителей и всех их приближённых.

## Изоляция

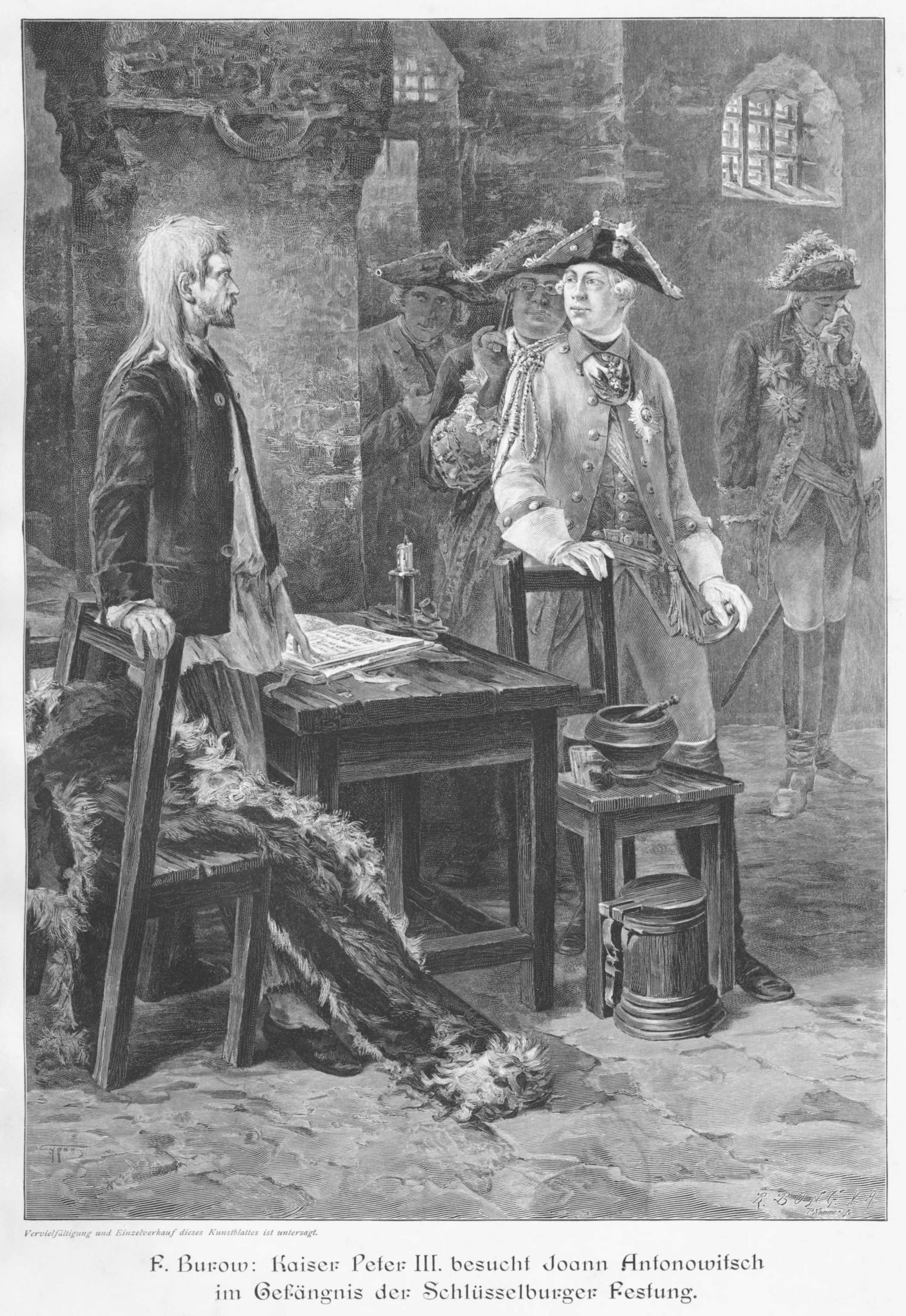
Пётр III посещает Иоанна Антоновича в его шлиссельбургской камере. Иллюстрация из немецкого журнала начала XX века

Сначала Елизавета намеревалась выдворить «Брауншвейгскую семью» из России (так было официально указано в манифесте, обосновывающем её права на престол), но передумала, испугавшись, что за границей она будет опасна, и приказала посадить в тюрьму бывшую регентшу и её мужа.
В 1742 году втайне от всех семья была переведена в предместье Риги — Дюнамюнде. После раскрытия так называемого «заговора Лопухиной» в 1744 году, всё семейство было перевезено в Ораниенбург, а после — подальше от границы, на север страны, в Холмогоры, где маленький Иван был полностью изолирован от родителей. Он находился в том же архиерейском доме, что и родители, за глухой стеной, о чём никто из них не догадывался. Комната-камера экс-императора, которого теперь по указанию Елизаветы Петровны стали называть Григорием, была устроена так, что никто, кроме майора Миллера (ответственного за содержание мальчика под стражей) и его слуги, пройти туда не мог. Содержали Ивана в тюрьме строго, охране запрещалось вступать с ним в разговор.
Мать Ивана VI Анна Леопольдовна умерла 8 (19) марта 1746 года, через 12 дней после рождения своего последнего, пятого, ребёнка и третьего сына — Алексея.

## Запрет на имя
Личность бывшего государя и его краткое царствование вскоре подверглись закону об осуждении имени: 31 декабря 1741 года[календарный стиль?] был объявлен указ императрицы о сдаче населением всех монет с именем Иоанна Антоновича для последующей переплавки. Через некоторое время эти монеты перестали принимать по номиналу, а с 1745 года их хранение стало противозаконным. Лица, у которых обнаруживали монеты Иоанна Антоновича или которые пытались ими расплатиться, подвергались пытке и ссылке как государственные преступники. В настоящее время монеты этого царствования чрезвычайно редки.

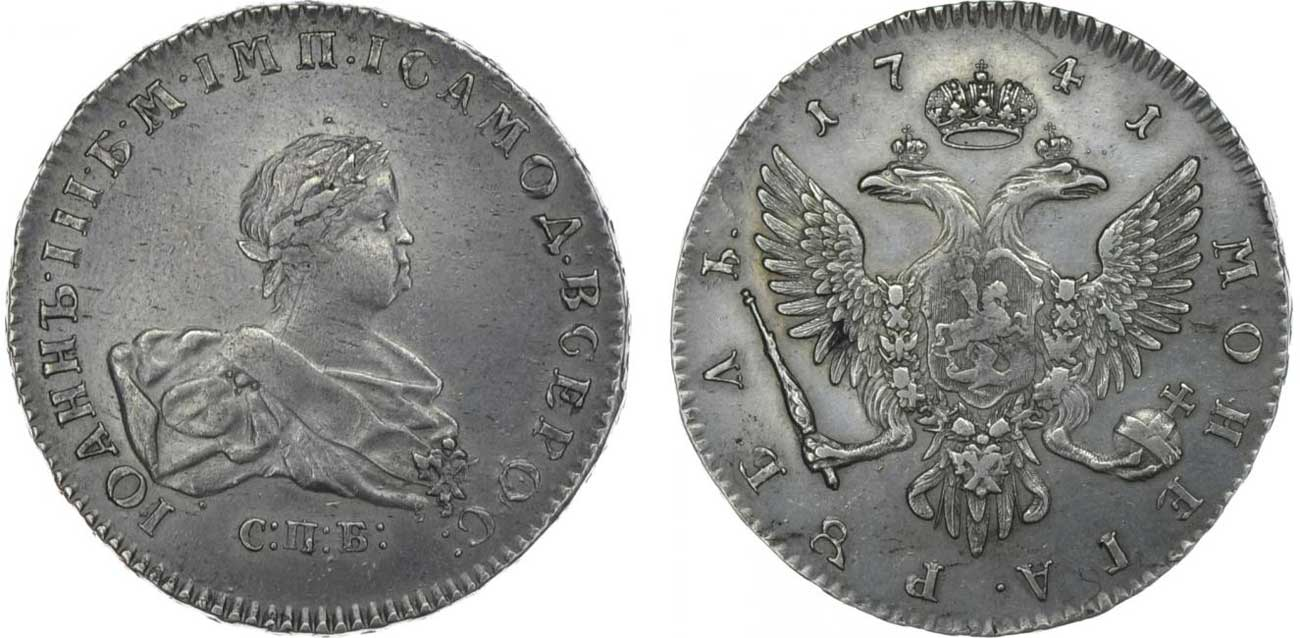
Монета рубль, Петербургский монетный двор, 1741 год

Было отдано распоряжение об уничтожении портретов с изображением Иоанна Антоновича, а также о замене деловых бумаг, паспортов, церковных книг и прочих документов с именем императора («дел с известным титулом») на новые. Часть этих документов сжигалась, а часть хранилась в опечатанном виде в архивах. Изъятию подвергались и пропагандистские материалы, например, опубликованные проповеди с упоминанием имени Иоанна, оды Ломоносова в его честь и прочие артефакты. Этот процесс продолжался всё царствование Елизаветы Петровны и был прекращён только после вступления на престол Екатерины II. Даже полтора с лишним века спустя, во время юбилейных мероприятий 1913—1914 годов, младенец-император был пропущен на Романовском обелиске в Александровском саду и на пасхальном яйце Фаберже «Трёхсотлетие дома Романовых».

## Шлиссельбург
После того, как Елизавете представили показания пойманного заговорщика Ивана Зубарева, страх императрицы перед возможным новым переворотом привёл к новому путешествию Ивана. В 1756 году его перевезли из Холмогор в одиночную камеру в Шлиссельбургской крепости. В крепости Иван (официально именовавшийся «известный арестант», иногда — «безымянный узник») находился в полной изоляции, ему не разрешалось никого видеть, даже крепостных служителей. Существует исторический миф, что изоляция Ивана была до того плотной, что он так и не увидел ни одного человеческого лица за всё время заключения, однако современные историки утверждают, что документами это не подтверждается. Напротив, документы свидетельствуют, что узник знал о своём царском происхождении, был обучен грамоте, читал находившуюся в камере Библию и мечтал о жизни в монастыре.
С 1759 года у Ивана стали наблюдать признаки неадекватного поведения. Об этом с полной уверенностью утверждала и видевшая Ивана VI в 1762 году императрица Екатерина II; впрочем, тюремщики полагали, что это лишь жалкая симуляция.

## Убийство

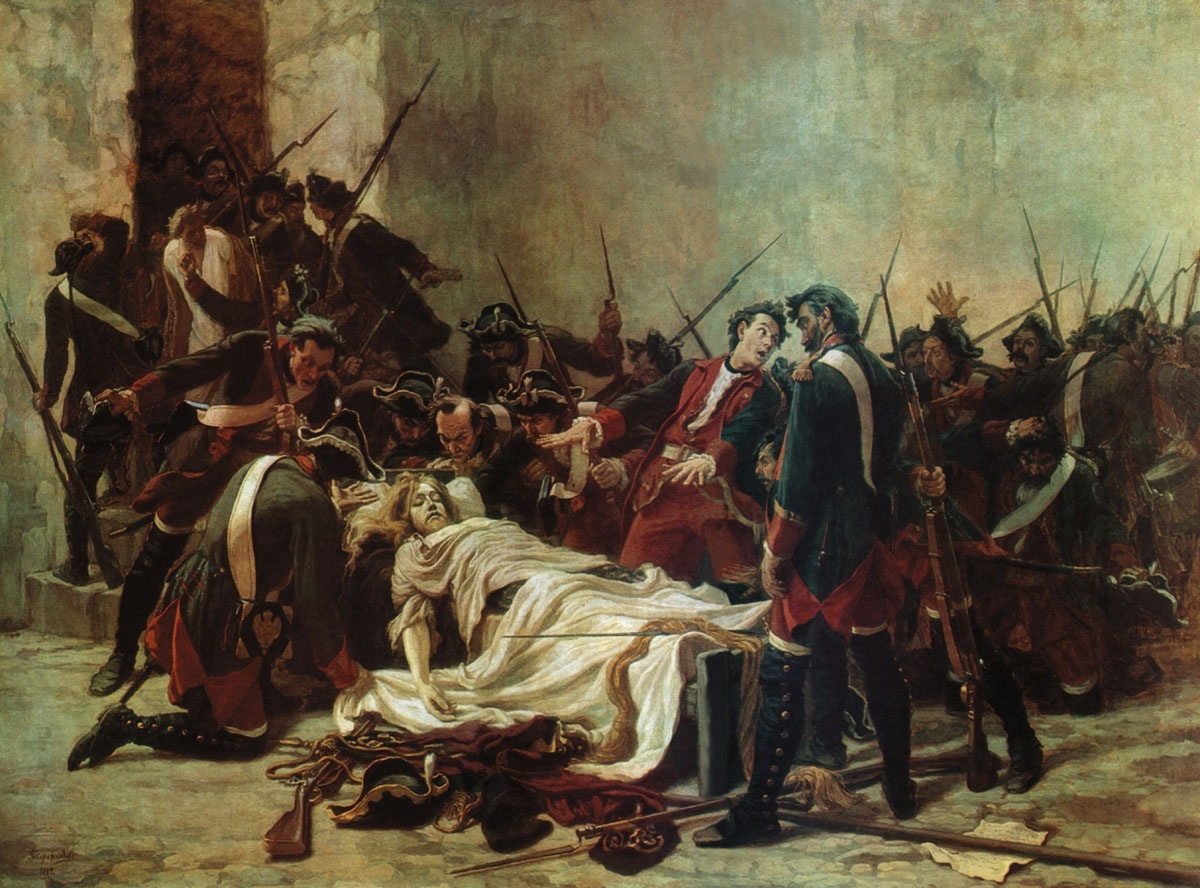
Мирович перед телом Ивана VI
Картина И. Творожникова; 1884

Пока Иван был в заточении, предпринималось много попыток освободить свергнутого императора и вновь возвести его на престол. Последняя попытка обернулась для «безымянного узника» гибелью. В 1764 году, когда уже царствовала Екатерина II, подпоручик Василий Мирович, нёсший караульную службу в Шлиссельбургской крепости, склонил на свою сторону часть гарнизона, чтобы освободить Ивана.
Однако стражникам Ивана, капитану Власьеву и поручику Чекину, была выдана секретная инструкция умертвить арестанта, если его будут пытаться освободить (даже предъявив указ императрицы об этом), поэтому в ответ на требование Мировича о капитуляции они закололи Ивана и только потом сдались.
Мирович был арестован и обезглавлен в Петербурге как государственный преступник. Существует неподтверждённая версия, согласно которой его якобы спровоцировала Екатерина, чтобы избавиться от бывшего императора.

## Судьба останков
Место захоронения Ивана VI точно не известно. Как принято считать, «известный арестант» был похоронен в Шлиссельбургской крепости.
В сентябре 2010 года ряд археологов заявили об идентификации найденных в церкви Успения Богородицы (Холмогоры) останков как императорских. Однако Институт археологии РАН выразил сомнение в подлинности останков Иоанна VI. Более того, отмечалось, что поисковые мероприятия под руководством бизнесмена Анатолия Каранина, который не является археологом, велись неофициально, без научной методики и разрешения на археологические раскопки («Открытого листа»). Однако инициированный в результате раскопок петербургским депутатом и археологом Алексеем Ковалёвым запрос в прокуратуру остался безрезультатным, так как уголовных деяний прокуратура в данном случае не нашла. «Архангельской епархией Русской православной церкви приняты меры по предотвращению уничтожения ранее неизвестного захоронения в связи с предстоящим сносом водонапорной башни», — говорится в ответе прокуратуры на запрос.

## Память

### В художественной литературе
В романе Вольтера «Кандид, или Оптимизм» (1759) главный герой во время венецианского карнавала встречает человека в маске, который рекомендуется ему следующим образом: «Меня зовут Иван, я был императором всероссийским; ещё в колыбели меня лишили престола, а моего отца и мою мать заточили; я был воспитан в тюрьме, но иногда меня отпускают путешествовать под присмотром стражи».
Бразильский автор Жералду Маттуш написал на эсперанто трагедию в 5 актах в стихах «Иван 6-й» (1953, переиздана в 2017).
В конце XIX века большим успехом в России пользовался роман Григория Данилевского «Мирович» (1879) о Василии Мировиче, в рукописи озаглавленный «Царственный узник» и впервые открывший для широкой публики обстоятельства смерти императора Иоанна Антоновича, прежде засекреченные. Публикация книги, отсроченная цензурой на четыре года, стала подлинной сенсацией.
У писателя Фёдора Достоевского был неосуществившийся замысел написать «поэму» «Император», посвящённую Ивану VI.

### В кинематографе
В первой серии телесериала «Екатерина» есть эпизод, в котором императрица Елизавета, с целью приструнить наследника престола великого князя Петра, который, повысив голос на императрицу, воскликнул о желании, взойдя на престол, запретить «неправильные» русские традиции и установить «правильные», свозила его в Петропавловскую крепость, где показала мальчика, жившего там в полнейшей изоляции и забвении, назвав мальчика Иоанном Антоновичем. При этом настоящий Иоанн Антонович в Петропавловской крепости никогда не содержался.
В дальнейшем в этом сериале Иоанн Антонович был показан в Шлиссельбурге, где перед его смертью его посетила Екатерина II. Этот момент также не соответствует действительности: в фильме показано, что Иоанна убили примерно в одно и то же время, что и Петра III, то есть в 1762 году, а на самом деле Иоанна Антоновича убили в 1764 году.
В фильме существует ещё одна неточность касательно Иоанна Антоновича: Елизавета говорит, что он правил 2 недели, в действительности же Иоанн правил с октября 1740 по ноябрь 1741 года.
Также есть сцена с убийством Иоанна Антоновича в многосерийном фильме «Михайло Ломоносов» (1986).

### Возможная канонизация
Протоиерей Всеволод Чаплин отмечал, что император Иоанн VI служит примером духовного подвига, иеромонах Никон (Белавенец) считает, что необходимо подробно изучить жизнеописание убиенного императора и, возможно, начать процесс его канонизации.